# Francis Carco

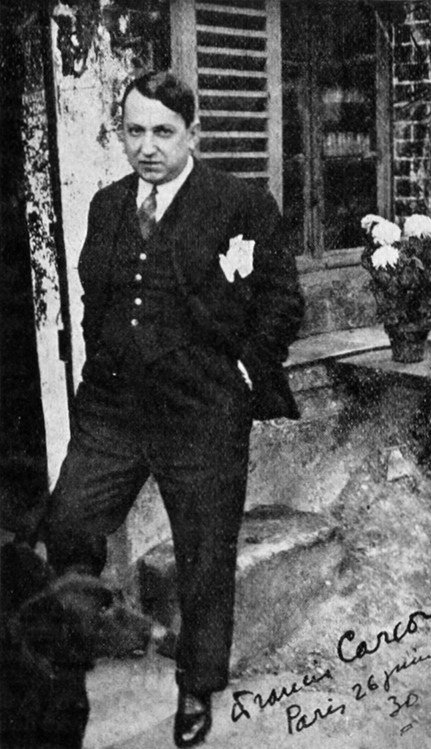
Francis Carco, ca. 1930

Francis Carco (eigentlich François Carcopino-Tusoli, * 3. Juli 1886 in Nouméa, Neu-Kaledonien; † 26. Mai 1958 in Paris) war ein französischer Schriftsteller und Kunstkritiker.
 Als seine wichtigsten Romane gelten Jésus La Caille (1914), Les innocents (1916) und L’homme traqué (1922); sie spielen durchweg im Pariser Künstler- und Rotlichtmilieu. Der legendäre Anstrich, den Pariser Stadtviertel wie Pigalle, Montparnasse, Quartier Latin bekamen, geht nicht unerheblich auf Carcos Darstellungen zurück.

## Leben und Werk
Der Sohn eines aus Korsika stammenden französischen Gefängnisbeamten wuchs in Neukaledonien mit dem Kettenklirren der dortigen Strafkolonie auf. Seit 1897 lebte die Familie wieder in Frankreich. Nach zunehmenden Konflikten mit dem jähzornigen Vater versenkte sich der eigenwillige Junge sowohl ins kriminelle Milieu seiner Kleinstadt als auch in die moderne Poesie von Rimbaud und anderen. Seit 1910 in Paris, zog es ihn vor allem in die schäbigen Hochburgen der Prostituierten, Gauner und Bohémien. Als Lyriker wurde er „zum Mittelpunkt der Ecole fantaisiste, die ihre Inspiration in der Welt von Montmartre“ fand. In den dortigen Nachtbars verdiente er auch Geld mit Gesangsauftritten.
Er freundete sich mit Künstlern wie Colette, Katherine Mansfield, Guillaume Apollinaire, Max Jacob, Amedeo Modigliani an. Bald zählte er durch seine Romane zu den auflagenstärksten französischsprachigen Autoren der Zwischenkriegszeit. 1937 wurde er Mitglied der Académie Goncourt. Nach seinem Schweizer Exil während des Krieges ließ er sich mit seiner Frau Eliane Negrin (Heirat 1936; sie stirbt 1970) erneut in L’Isle-Adam nieder.
Ab 1948 lebte er wieder in Paris, wo er 1958 an den Folgen von Parkinson starb. Seine letzte Ruhestätte findet er auf dem Cimetière parisien de Bagneux.

## Rezeption

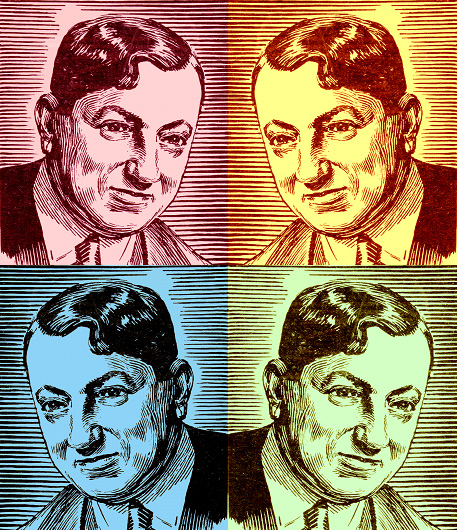
Carco Collage von Bibhai (2002)

Carcos „Helden“ sind zärtlicher Regungen fähig, entgehen aber nie ihrem Zorn und ihrer Niedergeschlagenheit. Anlässlich der Neuausgabe von Jesus Schnepfe 2002 ordnet Ina Hartwig den Autor zwischen Émile Zola und Jean Genet ein, denen er in Hinsicht des literarischen Niveaus allerdings nicht das Wasser reichen könne. „Insgesamt ist Carcos Prosa eher einfach gestrickt – viel wörtliche Rede, also Argot (der ins Deutsche übersetzt immer ein bisschen komisch klingt, aber das Dilemma lässt sich nicht umgehen), wenige reflexive Passagen. Völlig richtig wurde bemerkt, eine Sozialkritik läge ihm fern. Das spricht nicht gegen Carco. Aber manchmal vermisst man doch eine Transzendierung des bloßen Geschehens in andere Sphären. Eines der betörendsten Elemente dieser Prosa sind sicherlich die Wetter-Tableaus und schönen Lichtsituationen, die Carco immer wieder an den Rändern von Tag und Nacht entwirft: ‚Der Boulevard de Clichy streckte seine Baumreihen in den Oktoberhimmel, der mit zerplatzenden Wolken tief herabhing, Pfützen glänzten und auf dem engen Gehsteig in der Straßenmitte hasteten späte Passanten vorbei.‘“
Im Artikel über Carcos Roman Rue Pigalle (1928) äußert Kindlers Neues Literaturlexikon in stilistischer Hinsicht ähnliche Vorbehalte, findet jedoch, „unter dem Charme des Lokalkolorits von Montmartre“ verberge sich durchaus soziale Kritik.

## Ehrungen
- 1922 Grand Prix du Roman der Académie française für den Roman L'hommetraqué.
- 1937 wählt die Académie Goncourt Carco zum Nachfolger des verstorbenen Gaston Chérau (Fauteuil 9)

## Werke
Autobiographisches
- De Montmartre au Quartier latin. Édition Sauret, Monaco 1993, ISBN 2-85051-000-9. (EA Paris 1927)
- Mémoires d’une autre vie. souvenirs d'enfance. Michel, Paris 1934.
- Montmartre à vingt ans. Michel, Paris 1938.
- Nostalgie de Paris. Gallimard, Paris 1951. (EA Paris 1941)
- Maman Petitdoigt. Éditions Crès, Paris 1922.
- Rendez-vous avec moi-même. Michel, Paris 1957.

Essays
- Instincts (Les contemporains; 11). Paris 1911.[6]
- Promenades pittoresques à Montmarte. Paris 1922.
- Suite espagnole. Paris 1931.
- La Route du bagne. Ferenczi, Paris 1936.
- Petite suite sentimentale. Ferenczi, Paris 1936.

Lyrik
- La Bohème et mon cœur. Paris 1912.
- Chansons aigres-douces. Michel, Paris  1986, ISBN 2-226-02538-3. (EA Paris 1912)
- Au vent crispé du matin. Poèmes en prose. NEN, Paris 1913.
- Petits airs. Éditions David, Paris 1920.
- La Rose au balcon. Chabaneix, Paris 1936.
- Á l’amitié. Édition Paul, Paris 1937.
- Mortefontaine. Michel, Paris 1946.
- Poèmes en prose. Michel, Paris 1948.
- La Romance de Paris. Michel, Paris 1949.
- Poésis complètes. Gallimard, Paris 1955.

Prosa
- Jésus la Caille. 1914.
  - deutsch: Jesus-la-Caille. Roman vom Montmartre. Kiepenheuer Verlag, Potsdam 1922. (übersetzt von Fred A. Angermayer)
  - deutsch: Jesus Schnepfe. Verlag Wunderhorn, Heidelberg 2002, ISBN 3-88423-200-2. (übersetzt von Hans Thill)
- Les Innocents. Michel, Paris 1973. (EA Paris 1916).
- Les Malheurs de Fernande. L’Édition, Paris 1918.[7]
- Au coin des rues. Ferenczi, Paris 1930. (EA Paris 1918)
  - deutsch: An Straßenecken. Erzählungen. Verlag Die Schmiede, Berlin 1925. (übersetzt von Fred A, Angermayer)
- zusammen mit Pierre Mac Orlan: Les Mystères de la Morgue ou le Fiancées du IVº arrondissement. Roman gai. Renaissance du livre, Paris 1918.
- L’Equipe. Roman des fortifs. Michel, Paris 1989, ISBN 2-226-03704-7. (EA Paris 1919)
- Bob et Bobette s’amusent. Roman. Le Passeur, Nantes 2003, ISBN 2-907913-95-6. (EA Paris 1919)
- Scènes de la vie de Montmartre. Roman. Fayard, Paris 1919.
- L’homme traqué. Paris 1922.
  - deutsch: Der Gehetzte. Verlag die Schmiede, Berlin 1924. (übersetzt von Fred A. Angermayer)
- Rien qu’une femme. EJL, Paris 1995, ISBN 2-277-30071-3. (EA Paris 1923)
- Vérotchka l’Etrangère ou le Gout du malheur. Fayard, Paris 1939. (EA Paris 1923, illustriert von René-Yves Creston)
- La Lumière noire, Michel, Paris 1934.
- Nuits de Paris. Roman. Le divan, Paris 1927.
- Rue Pigalle. Roman. Maîtres, Paris 1949. (EA Paris 1928)
- La Rue. Roman. Michel, Paris 1970. (EA Paris 1930)
- Palace Egypte. Roman. Michel, Paris 1933.
- L’Ombre. Roman. 1933.
  - deutsch: Der Schatten. Verlag Auffenberg, Berlin 1937.
- Brumes. Roman. Michel, Paris 1974, ISBN 2-253-00784-6. (EA Paris 1935)
- Ténèbres. Roman. Michel, Paris 1951. (EA Paris 1935, illustriert von Émilien Dufour)
- L’Homme de minuit. Roman. Michel, Paris 1951. (EA Paris 1938)
- Compagnons de la mauvaise chance. Milieu du monde, Paris 1954.

Romanbiographien
- Le Roman de François Villon. Le table ronde, Paris 1996, ISBN 2-7103-0749-9. (EA Paris 1926)
- Utrillo. Grasset, Paris 1956.
  - deutsch: Maurice Utrillo. Legende und Wirklichkeit. List Verlag, München 1961. (übersetzt von N. O. Scarpi)
- Verlaine. Poète maudit. Michel, Paris 1996, ISBN 2-226-08639-0. (EA Paris 1939)
- Gérard de Nerval. Michel, Paris 1953.
- Francisco de Goya. Michel, Paris 1953.

Theater
- Rue Pigalle. Drame en trois actes. Michel, Paris 1949.[8]